# Helena Jobim
Helena Isaura Brasileiro de Almeida Jobim (Rio de Janeiro, 27 de fevereiro de 1931 — Belo Horizonte, 13 de setembro de 2015) foi uma escritora brasileira.

## Biografia
Estudou criatividade literária e literatura brasileira e portuguesa na Pontifícia Universidade Católica do Rio de Janeiro (PUC-Rio). 
Estreou na literatura em 1968, com o romance A chave do poço do abismo, escrito a quatro mãos com Vânia Reis e Silva. Sua Trilogia do assombro foi adaptada para o cinema pelo diretor Marco Altberg, em 1986, no filme Fonte da Saudade. 
Em 1997 escreveu Antônio Carlos Jobim, um homem iluminado, biografia de seu irmão Tom Jobim.
Sua vida e obra são temas de um documentário do diretor mineiro Ernane Alves, com previsão de lançamento em 2016. O longa-metragem Helena é produzido pela Portraits Factory Filmes LTDA. Atores, como Bruno Gagliasso, Deborah Secco e Sandy Leah, interpretam poemas e trechos dos livros da irmã de Tom Jobim, com trilha sonora original que será produzida pelo músico Lucas Lima.

## Obras
- A chave do poço do abismo - 1968 (Editora O)
- Clareza 5 - 1974 (Mitavaí)
- Trilogia do assombro - 1981 (José Olympio)
- Verão de Tigres - 1990 (Rio Fundo)
- Pressinto os Anjos que me Perseguem - 2000 (Record)
- Recados da Lua - 2001 (Record)

### Poesia
- Os lábios brancos do medo - 1985 (Mitavaí)

### Biografia
- Antonio Carlos Jobim, um homem iluminado - 1996 (Nova Fronteira)